# Xanthorhoe finitima
Xanthorhoe finitima är en fjärilsart som beskrevs av Walker 1862. Xanthorhoe finitima ingår i släktet Xanthorhoe och familjen mätare. Inga underarter finns listade i Catalogue of Life.